# Книга за исландците
Книга за исландците (на старонорвежки: Íslendingabók) е най-старото от известните исторически съчинения за историята на Исландия. Произведението е създадено ок. 1125 г. от исландския хронист Ари Торгилсон. При написването на творбата Ари е ползвал скалдическите поеми и сведения на очевидци на някои от описваните събития. Разглежданите събития в сагата обхващат периода от момента на заселването на Исландия от норвежката аристокрация до 1118 г. Имало е два варианта на „Книга за исландците“ – в първия и съответно по-ранен Ари Торгилсон е бил включил генеалогични списъци на заселниците и биографиите на норвежките крале докато в по-късния вариант ги премахва. Следва да се отбележи, че „Книга за исландците“ е първият писмен труд написан на исландски език, което е забележително от гледна точка на факта, че в тази епоха по правило подобни съчинения било прието да се пишат на латински.